# 1997年全米オープン (テニス)
1997年 全米オープン（1997ねんぜんべいオープン、US Open 1997）は、アメリカ・ニューヨークマンハッタンにある「USTAナショナル・テニスセンター」にて、1997年8月25日から9月7日にかけて開催された。

## シード選手

### 男子シングルス
1. ピート・サンプラス　（4回戦）
2. マイケル・チャン　（ベスト4）
3. エフゲニー・カフェルニコフ　（2回戦）
4. ゴラン・イワニセビッチ　（1回戦）
5. トーマス・ムスター　（1回戦）
6. アレックス・コレチャ　（3回戦）
7. セルジ・ブルゲラ　（4回戦）
8. カルロス・モヤ　（1回戦）
9. グスタボ・クエルテン　（3回戦）
10. マルセロ・リオス　（ベスト8）
11. トーマス・エンクビスト　（大会開始前に欠場）
12. フェリックス・マンティーリャ　（4回戦）
13. パトリック・ラフター　（初優勝）
14. マーク・フィリプーシス　（3回戦）
15. ペトル・コルダ　（ベスト8）
16. アルベルト・コスタ　（1回戦）

### 女子シングルス
1. マルチナ・ヒンギス　（初優勝）
2. モニカ・セレシュ　（ベスト8）
3. ヤナ・ノボトナ　（ベスト8）
4. イバ・マヨリ　（2回戦）
5. アマンダ・クッツァー　（4回戦）
6. リンゼイ・ダベンポート　（ベスト4）
7. コンチタ・マルチネス　（3回戦）
8. アンケ・フーバー　（3回戦）
9. マリー・ピエルス　（4回戦）
10. アランチャ・サンチェス・ビカリオ　（ベスト8）
11. イリナ・スピールリア　（ベスト4）
12. メアリー・ジョー・フェルナンデス　（4回戦）
13. ブレンダ・シュルツ＝マッカーシー　（2回戦）
14. バルバラ・パウルス　（1回戦）
15. ルクサンドラ・ドラゴミル　（1回戦）
16. キンバリー・ポー　（3回戦）

## 大会経過

### 男子シングルス
準々決勝
- ヨナス・ビョークマン vs.  ペトル・コルダ　7-6, 6-2, 1-0 （途中棄権）
- グレグ・ルーゼドスキー vs.  リカルド・クライチェク　7-5, 7-6, 7-6
- パトリック・ラフター vs.  マグナス・ラーソン　7-6, 6-4, 6-2
- マイケル・チャン vs.  マルセロ・リオス　7-5, 6-2, 4-6, 4-6, 6-3

準決勝
- グレグ・ルーゼドスキー vs.  ヨナス・ビョークマン　6-1, 3-6, 3-6, 6-3, 7-5
- パトリック・ラフター vs.  マイケル・チャン　6-3, 6-3, 6-4

### 女子シングルス
準々決勝
- マルチナ・ヒンギス vs.  アランチャ・サンチェス・ビカリオ　6-3, 6-2
- リンゼイ・ダベンポート vs.  ヤナ・ノボトナ　6-2, 4-6, 7-6
- ビーナス・ウィリアムズ vs.  サンドリーヌ・テスチュ　7-5, 7-5
- イリナ・スピールリア vs.  モニカ・セレシュ　6-7, 7-6, 6-3

準決勝
- マルチナ・ヒンギス vs.  リンゼイ・ダベンポート　6-2, 6-4
- ビーナス・ウィリアムズ vs.  イリナ・スピールリア　7-6, 4-6, 7-6

## 決勝戦の結果
- 男子シングルス： パトリック・ラフター vs.  グレグ・ルーゼドスキー　6-3, 6-2, 4-6, 7-5
- 女子シングルス： マルチナ・ヒンギス vs.  ビーナス・ウィリアムズ　6-0, 6-4
- 男子ダブルス： エフゲニー・カフェルニコフ＆ ダニエル・バチェク vs.  ヨナス・ビョークマン＆ ニクラス・クルティ　7-6, 6-3
- 女子ダブルス： リンゼイ・ダベンポート＆ ヤナ・ノボトナ vs.  メアリー・ジョー・フェルナンデス＆ ナターシャ・ズベレワ　6-3, 6-4
- 混合ダブルス： リック・リーチ＆ マノン・ボーラグラフ vs.  パブロ・アルバノ＆ メルセデス・パス　3-6, 7-5, 7-6

## みどころ
- この年から、全米オープンの新しいセンター・コートとして「アーサー・アッシュ・スタジアム」がオープンした。名前の由来となったアーサー・アッシュ（1943年 - 1993年）は黒人テニス選手の先駆者であったが、1993年2月6日にエイズのため49歳で死去した往年の名選手である。
- 女子シングルスで、当時16歳のマルチナ・ヒンギスが全仏オープンを除く4大大会年間3冠獲得を達成。決勝戦の相手となったビーナス・ウィリアムズは黒人姉妹の姉で、当時世界ランキング66位のノーシード選手であった。
- 男子シングルス優勝者のパトリック・ラフターは、オーストラリアの男子テニス選手として1973年のジョン・ニューカム以来24年ぶりとなる全米オープン優勝を達成。オーストラリアの男子選手による4大大会シングルス優勝も、1987年ウィンブルドンで優勝したパット・キャッシュ以来10年ぶりであった。